# Јован Поповић (веслач)
Јован Поповић (Београд, 11. мај 1987) бивши је репрезентативац Србије у веслању.

## Спортска каријера
Рођен је 11. маја 1987. године у Београду. Веслањем је почео активно да се бави са десет година 1997. године, тренирао је у престоничком веслачком клубу Партизан.
На Светском првенству за сениоре до 23 године у Амстердаму 2005, заједно са Никитовићем, Јагаром и Тодоровићем постао је светски првак.
На Светском сениорском првенству 2006. године у Итону је освојио златну медаљу, заједно са Николом Стојићем у двојцу са кормиларом, тада је кормилар био Иван Нинковић. Следеће године на Светском првенству у Минхену, веслао је у четверцу са кормиларом у којем су поред њега били и Марјановић, Стојић, Јагар и кормилар Саша Минић. Има освојену бронзану медаљу 2011. године на Европском првенству у бугарском Пловдиву у двојцу без кормилара са Николом Стојићем.
Од октобра 2016. године, одлучио је да заврши каријеру и почео да ради као тренер у веслачком клубу Партизан.